# 長谷川慎 (ダンサー)
長谷川 慎（はせがわ まこと、1998年7月29日 - ）は、日本のダンサー、俳優であり、THE RAMPAGE from EXILE TRIBEのメンバー。
神奈川県出身。身長177.5cm。血液型B型。

## 略歴
小学4年からダンスを始める。EXPG東京校出身。
2012年 - 2013年、GENERATIONSのサポートメンバーとして活動。
2013年、「GLOBAL JAPAN CHALLENGE」に合格。ニューヨークへの留学が決まり準備を進めていたが、日本でグループを結成する話もあり留学を辞退した。
2014年4月、THE RAMPAGEの候補メンバーに選出される。同年9月12日、同グループの正式メンバーとなる。

## 人物
- 父親は美容師[2]。兄が1人いる[4]。

## 出演

### テレビドラマ
- PRINCE OF LEGEND（2018年10月 - 12月、日本テレビ） - 小田島陸 役
  - 貴族誕生 -PRINCE OF LEGEND-（2019年11月 - 12月）
- アプリで恋する20の条件（2021年1月10日、日本テレビ） - タケオ 役
- 顔だけ先生（2021年10月 - 12月、東海テレビ） - 森戸朋也 役[5]
- シガテラ（2023年4月 - 6月、テレビ東京） - 谷脇 役[6]
- 自転しながら公転する（2023年12月14日・21日・28日、読売テレビ・日本テレビ） - ニャン 役[7]
- 恋をするなら二度目が上等（2024年3月6日 - 4月10日、MBS・TBS） - 主演・宮田晃啓 役（古屋呂敏と共主演）[8]
- 離婚後夜（2024年10月14日 - 12月16日、朝日放送テレビ・テレビ朝日系） - 金織真也 役[9]
- レッドブルー（2024年12月18日 - 2月12日、MBS・TBS） - 岩瀬三之助 役[10]

### 映画
- PRINCE OF LEGEND（2019年3月） - 小田島陸 役
  - 貴族降臨 -PRINCE OF LEGEND-（2020年3月）
- HiGH&LOW THE WORST X（2022年9月） - 鮫岡章治 役[11]
- 恋をするなら二度目が上等〜special edition〜（2024年12月） - 主演・宮田晃啓 役（古屋呂敏とW主演）[12]
- パリピ孔明 THE MOVIE（2025年4月） - バトルフェスのスタッフ 役[13]

### 配信ドラマ
- 主人公（2019年9月 - 10月） - 池田勇次郎 役

### 舞台
- BOOK ACT
  - 「もう一度君と踊りたい」（2020年2月[14]、10月[15]、2024年2月）[16]
  - 「STARTING POINT」（2022年1月）[17]
- REAL RPG STAGE「ETERNAL」（2021年9月） - クロエ 役[18]
  - REAL RPG STAGE「ETERNAL2」-荒野に燃ゆる正義-（2022年7月 - 8月）[19]
- ロミオ&ジュリエット（2023年1月 - 2月） - ロミオ 役[20]

### 配信番組
- 恋する♥週末ホームステイ（2020年12月 - 2021年4月、ABEMA） - シーズンMC[21]

### CM
- アートアクアリウム美術館 GINZA（2023年）[22]

### ミュージックビデオ
- EXILE
  - 「Each Other's Way 〜旅の途中〜」(2011年)
- GENERATIONS from EXILE TRIBE
  - 「BRAVE IT OUT」（2012年）
  - 「ANIMAL」（2013年）
  - 「Love You More」（2013年）
  - 「HOT SHOT」（2013年）

### ゲーム
- PRINCE OF LEGEND LOVE ROYALE（2019年3月5日 - 2022年6月30日、iOS / Android） - 小田島陸 役

## 書籍

### 写真集
- CHARACTER（2022年8月3日、小学館）[23]

- 長谷川慎 FASHION STYLE BOOK『melt』（2025年3月20日、幻冬舎）